# الکتروشوک (قلبی)

تصویر یک دستگاه الکتروشوک مجهز به پایش (مانیتورینگ)

دستگاهی الکتریکی که با شوک‌های الکتریکی خفیف، فیبریلاسیون بطنی یا دهلیزی را بی اثر می‌کند دفیبریلاتور یا تارلرزه‌بَر نام دارد. 
دفیبریلاتور (دستگاه شوک غیر هماهنگ) که بیشتر به نام الکتروشوک شناخته می‌شود، دستگاهی است که فیبریلاسیون را از بین می‌برد. فیبریلاسیون (تارلرزه) بطنی زمانی رخ می‌دهد که فیبرهای عضلهٔ قلب به صورت نامنظم منقبض می‌شود. در حالت طبیعی، فیبرهای عضلات قلبی منظم منقبض می‌شوند و قانون «همه یا هیچ» بر آنها حاکم است (یعنی ابتدا سلولهای عضلانی دهلیزها و سپس سلولهای عضلانی بطنها منقبض می‌شوند). در صورتی که بخش دهلیز قلب، دچار فیبریلاسیون شود به آن فیبریلاسیون دهلیزی و در صورتی که در بطن‌ها اتفاق بیفتد فیبریلاسیون بطنی نامیده می‌شود. در فیبریلاسیون دهلیزی، قلب، هنوز قادر به پمپاژ مقداری خون هست و انقباض بطن‌ها، فشار دستگاه خونرسانی را نگه می‌دارد. اما فیبریلاسیون بطنی بسیار خطرناک است و در اثر آن در عرض چند دقیقه، مرگ حادث می‌شود. دفیبریلاتور یا الکتروشوک جهت اصلاح این وضعیت به کار می‌رود. شوک اعمال شده به عضله قلب، همه فیبرها را به‌طور هم‌زمان منقبض می‌کند و در نتیجه همه فیبرها به حالت بازیابی می‌روند و امید است که بعد از آن به ریتم طبیعی خود بازگردند.

## اصول عملکرد

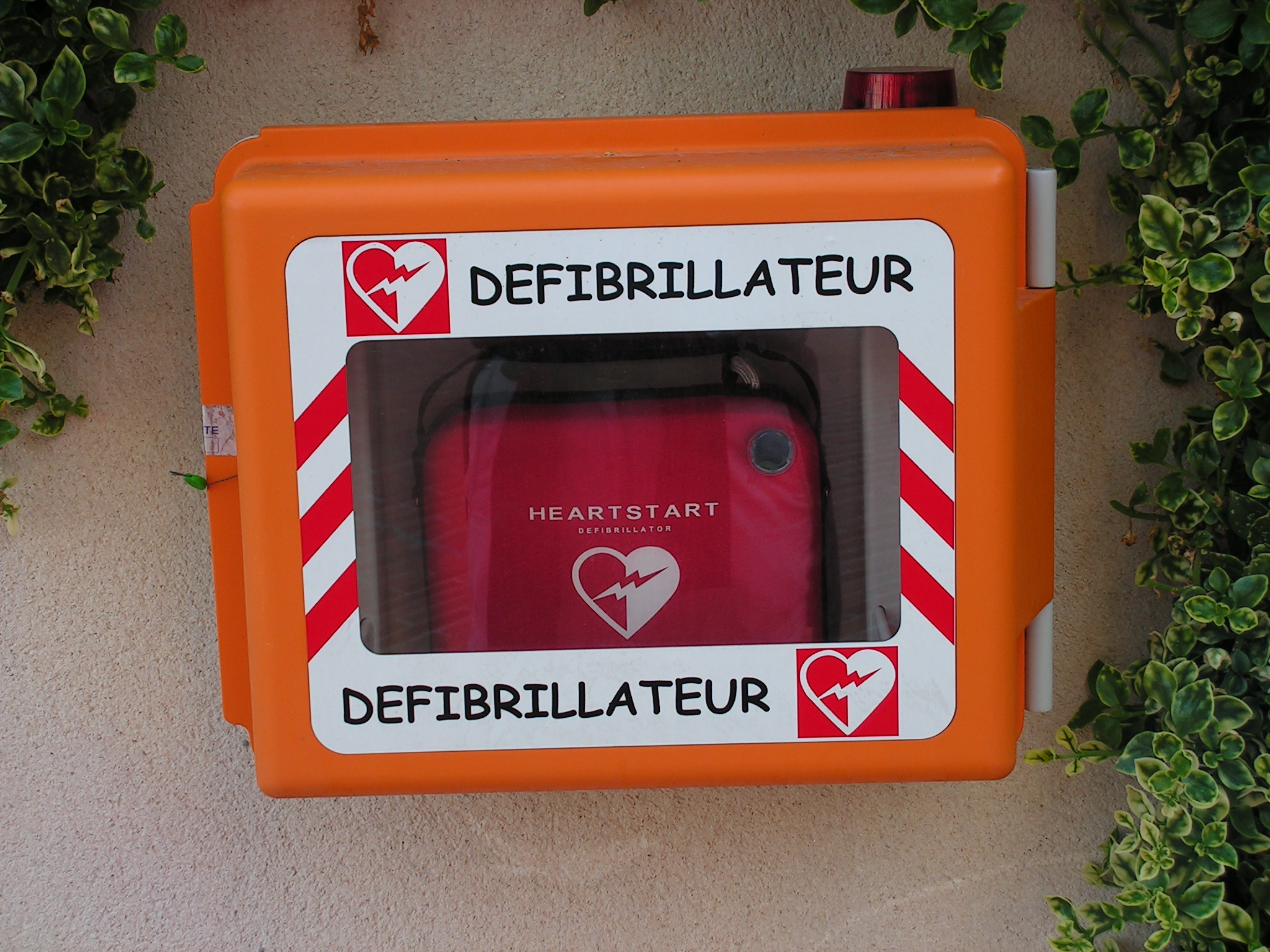
تصویر یک دستگاه الکتروشوک در یکی از خیابان‌های موناکو

دفیبریلاتور، دستگاهی است که شوک الکتریکی را به عضله قلب می‌رساند. قبل از ۱۹۶۰، این سیستم به صورت AC ارائه می‌شود که جریان ۵ تا ۶ آمپر یا فرکانس ۶۰ هرتز را در مدت ۲۵۰ تا ۱۰۰۰ میلی ثانیه در عرض قفسه سینه بیمار اعمال می‌کردند. این روش عملاً موفقیت چندانی در اصلاح تارلرزه دهلیزی نداشت و اغلب آریتمی‌های جدیدتری ایجاد می‌کرد. دستگاه‌های امروزی که تکامل اساسی یافته‌اند در زمان روشن بودن دستگاه توسط خازن‌های موجود در دستگاه، توانایی ذخیره ۴۰۰ ژول انرژی را دارا می‌باشند. از ۱۹۶۰ به بعد، تارلرزه‌برهای DC مختلف ساخته شد.
این سیستم‌ها شارژ DC را ذخیره می‌کند و روی بدن بیمار دشارژ می‌شود.
تفاوت عمده بین این دستگاه‌ها، در شکل موج آن‌ها است.
متداول‌ترین شکل موج‌ها، موج wnها، تک پالس، تأخیر مخروطی و ذوزنقه‌ای است.

## انواع
دفیبریلاتورها پنج نوع هستند:
1. دفیبریلاتور دستی خارج از بدن Manual external
2. دفیبریلاتور دستی داخلی Manual internal
3. دفیبریلاتور خارجی اتوماتیک Automated external (AED)
4. کاردیوورتر_دفیبریلاتور قابل کاشت Implantable cardioverter-defibrillator (ICD)
5. دفیبریلاتور Wearable cardiac